# 袁嘉端
袁嘉端（1879年—1910年8月17日），字少凝，雲南省石屏縣人，廪貢庠生，曾任四川鄰水縣知縣，捐廉募堂勇緝捕刀客棒匪，設教育分會，改良私塾，推廣小學堂至百餘所。又農事試驗場、實業學堂、幼孩工廠、習藝所、因利惠濟局、天足會，設籌辦自治事務所、研究所、宣講所、公益集議會、警察局、清理財政分所等，以積勞卒，年三十有二，建遺愛祠。

## 生平
幼與兄光緒二十九年經濟特科一等第一名袁嘉穀同肄業經正書院，光緒二十八年（1902年）發往四川任知縣。初從事鹽稅事務，宣統元年七月（1909年）任四川鄰水縣知縣，緝捕刀客棒匪，設教育分會，改良私塾，推廣小學堂百餘所。不到一年，就開議事會，設立教育分會、農事試驗場、幼孩工廠、推廣習藝所、實業學堂、自治籌辦事務所、自治研究所、自治宣講所、戒菸施藥所、戒菸查驗書差所、公益集議會、天足會、因利惠濟局、整頓警察局、清理財政分所，改良私塾，改良春帖等各種機構事務，而嘉端因積勞於宣統二年七月十三日卒於任，年三十二，鄰水士民建遺愛祠，立袁公社，並刻「為民請命」四字碑于祠前。海鹽任壽彭彙其詩文集名《遺愛集》。

## 詩文[10]
- 《倒撲金鐘有感》：「再拜先塋感慨多，生平事事恨如何。回思昔日教兒語，怕聽今朝飛鳥歌，二十年來如幻夢，八千里外望高科。回頭不識斜陽近，一路淒清暮靄過。」
- 《雜詩》：「寶鴨猶留篆，流鶯乍繞枝。窗虛花雨後，人坐柳煙時。」。
- 《春草》：「人迎陌上踏雙屐，春到窗前醉一觴。」。
- 《富良江》：「茶山擅利天下珍，木棉土錫物產美。有地無策不可安，有策無人詎可恃。況乃游勇憤且武，進退退進不畏死，但患邊將日日弱，不能防維慎終始。」